# Fattah
Le Fattah ou Fetteh (فتّة, signifiant écrasé ou broyé, aussi transcrit en fette, fetté, fatta) est un plat consommé au Levant et en Égypte, composé de morceaux de pain plat frais, toasté, grillé ou frit, couvert d’autres ingrédients variant selon les régions. Il est parfois appelé shâmiyât (شاميات, le damascène) dans la cuisine levantine.

## Extension géographique
Le fattah est un plat ancien du Machrek.

## Variantes régionales

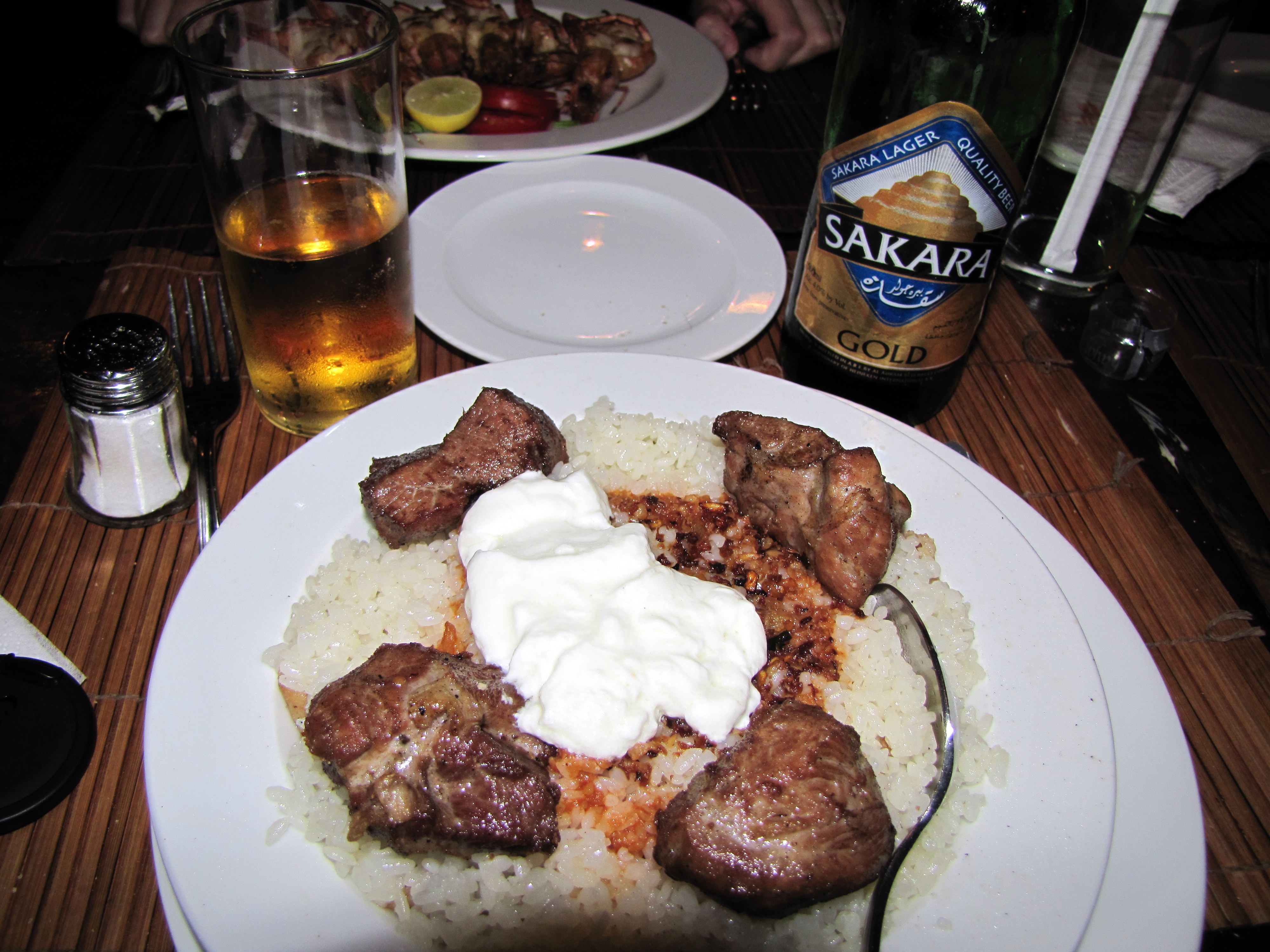
Fatta égyptien.

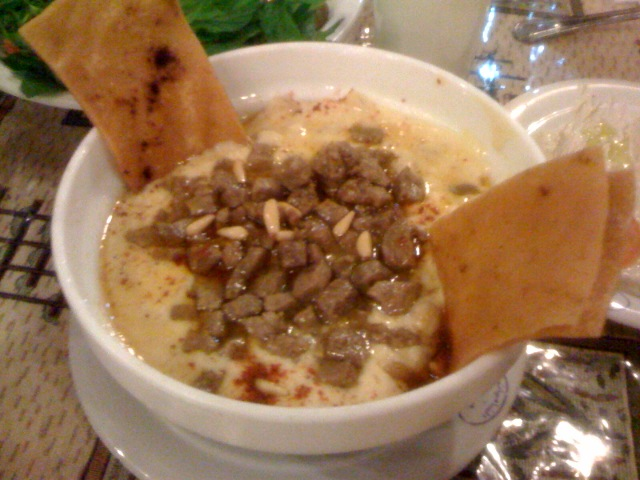
Fetté syrien avec des cubes d’agneau grillé et des pignons de pin, servi avec du beurre fondu.

Les plats de fetté peuvent comporter un grand nombre de variantes selon les régions, certains ayant même leurs noms distincts.
- Égypte : les Égyptiens préparent un plat appelé « fatta » comme plat de fête[2], préparé par exemple pour la première grossesse d’une femme ou pour l’Aïd el-Fitr ou pour l’Aïd al-Adha (Aïd el-Kebir). Il est fait avec une soupe de viande parfumée à l’ail et au vinaigre et du pain plat croustillant servi dans un bol avec du riz et une sauce tomate épaisse à l’ail.

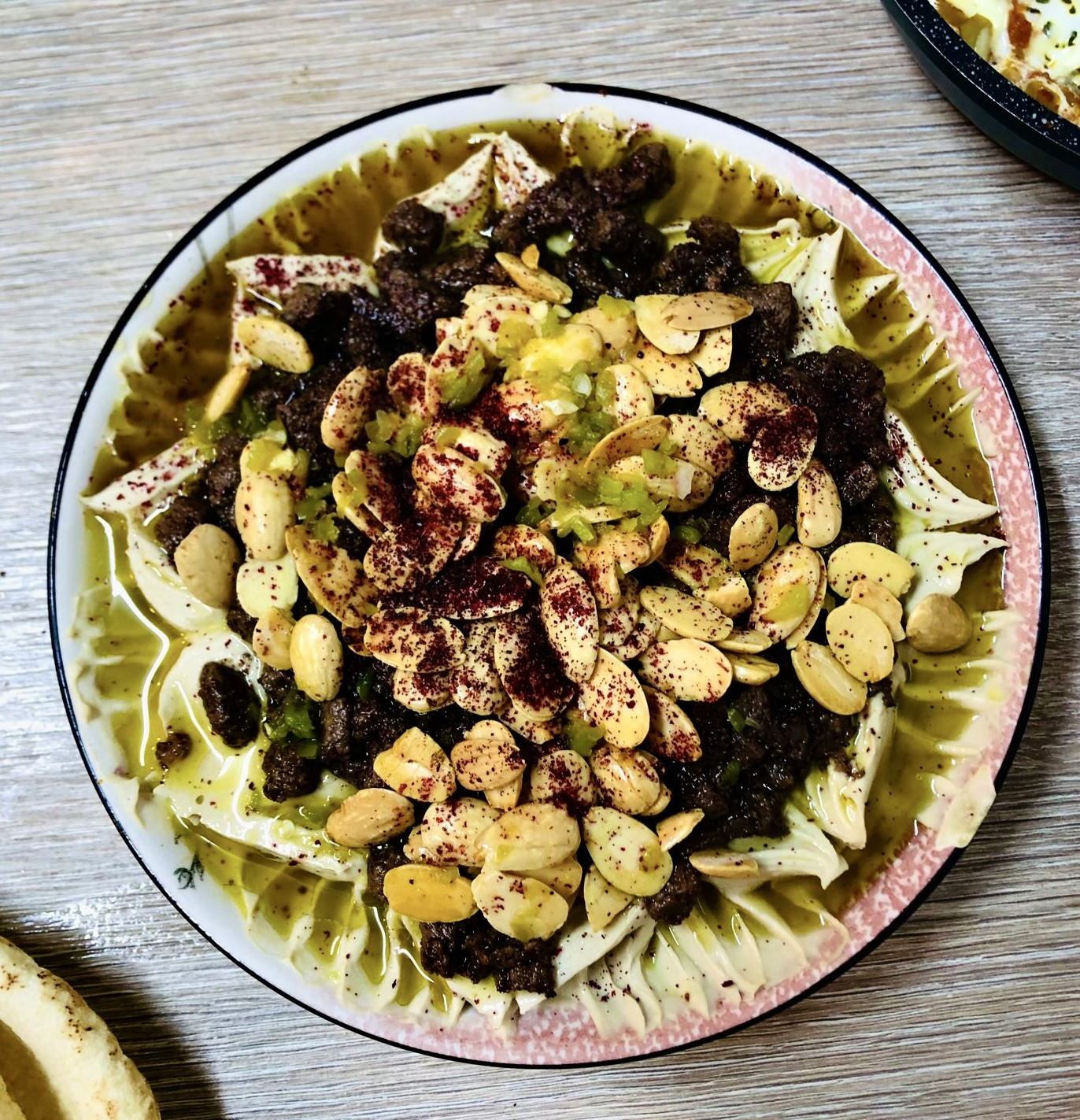
Hummus Fatteh avec de l’agneau et des pois chiches épicés.

- Hummus Fatteh avec de l’agneau et des pois chiches épicés.Syrie : Le fetté levantin, mangé aussi bien au petit-déjeuner que le soir[1],[2] toujours servi sur une pile de khubz (pain), sur laquelle un mélange de labné est versé, avec des pois chiches à la vapeur et de l’huile d’olive écrasés ensemble. Une cuillère de cumin est toujours ajoutée. Après ceci, il est virtuellement possible d’ajouter n’importe quoi au bol : quelques fettés contiennent de l’aubergine et des carottes en julienne, du poulet grillé ou des pignons de pin, du jarret de mouton, des épices ou du yaourt[2]. Le fattouche, salade de crudités servie avec du pain pita fait techniquement partie de la famille des "shâmiyât"[2] ;
- Palestine : le « fetté gazzewié », le fetté de Gaza est servi avec du riz cuit dans du bouillon de viande et aromatisé avec des épices, souvent de la cannelle. Le riz est ensuite déposé sur du pain marqouq qui est ensuite arrosé de beurre clarifié et garni de viandes diverses[4]. Le musakhan (en) est aussi un plat relevant de la famille des fetté.
- Gaza : le tea fattah ou « fattah au thé » est un aliment de famine consistant en du pain trempé dans du thé, utilisé durant les blocus de Gaza par Israël[5].